# Ježíš Kristus
Ježíš (asi mezi 7 a 1 př. n. l. Betlém – asi mezi 30 a 33 n. l. Jeruzalém), známý také jako Ježíš Nazaretský či Ježíš z Nazareta, byl židovský pocestný kazatel,  zakladatel křesťanství. Hlásal brzký příchod Božího království, vyzýval k obrácení či pokání a byl popraven kvůli svým názorům. Křesťané Ježíše obvykle nazývají Kristus (Pomazaný, Mesiáš) a považují jej za Božího syna a Spasitele světa. Jako proroka či významnou duchovní postavu ho uznává i islám a některá další náboženství. Ježíšova postava také hluboce ovlivnila kulturu křesťanských zemí. Například od data Ježíšova narození, jak je kdysi určil Dionysius Exiguus, se počítají roky našeho letopočtu; a svátky Vánoc a Velikonoc v křesťanství připomínají narození a závěr Ježíšova pozemského života.
Základním pramenem pro poznání Ježíšova života jsou spisy Nového zákona, zejména čtyři evangelia, jež byla po staletí v křesťanských společnostech považována za náboženská dogmata a přesná líčení událostí. Počínaje 18. stoletím však začala i bible být čtena pomocí metod textové kritiky, jež se zase naopak obohacovala biblickým bádáním. Přitom se postupně ukázalo, že novozákonní vyprávění o Ježíšovi jsou z nemalé části záznamem ústně předávaných zpráv, které obsahují nepřesnosti, rozpory a legendární přídavky. Navíc tyto zprávy prošly redakcí konečných pisatelů, kteří do nich vložili svá specifická teologická poselství. V 19. století tak mohla být položena otázka Ježíšovy existence, jež byla pak většinou badatelů zodpovězena kladně, a otázka oddělení „historického Ježíše“ od přídavků a legend, což se ukázalo být jako možné jen zčásti. Přesto lze identifikovat řadu událostí Ježíšova života, které jsou považovány za prakticky nesporné; přední americký ježíšovský badatel Ed Parish Sanders v knize The Historical Figure of Jesus (1996) uvádí například, že Ježíš byl pokřtěn Janem Křtitelem; byl Galilejec; kázal a uzdravoval nemocné; povolal si žáky (učedníky) a mluvil o Dvanácti učednících; své aktivity omezil na Izrael; byl zapleten do pře týkající se jeruzalémského Chrámu; slavil poslední večeři s chlebem a vínem, přičemž chléb a víno použil jako znamení a spojil se svou nadcházející smrtí; a byl římskými okupanty ukřižován za hranicemi Jeruzaléma.
Křesťanství se od počátku, již od samotných novozákonních záznamů, tázalo především na duchovní význam Ježíšova života, působení a smrti. Teologická nauka o Ježíši se označuje jako christologie a vychází i za hranice historicky ověřitelných faktů, například ve víře, že Ježíš byl v lůně jeho matky Marie počat přímo Duchem božím bez přítomnosti fyzického otce anebo že Ježíš byl po smrti třetího dne vzkříšen a poté vystoupil na nebesa, aby tak své následovníky předešel k Bohu. Ježíš Kristus je většinou křesťanů považován za Boha a zároveň člověka, za vzor a nebeského ochránce křesťanů a zároveň za budoucího soudce všech. Christologie se zejména v období christologických sporů v antické církvi rozvinula do řady dogmat, z nichž ta nejdůležitější jsou shrnuta v různých vyznáních víry. Odlišné názory na jednotlivé teologické aspekty Ježíšovy osoby byly a jsou také příčinou štěpení církví, například spor o Filioque rozděluje pravoslaví a západní křesťanství v pohledu na vztah Ježíše a Ducha svatého.

## Jméno

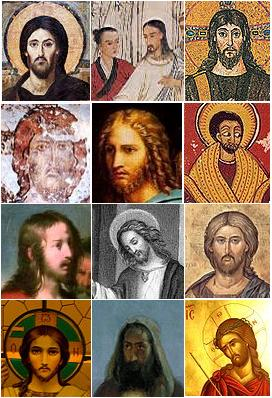
Rozmanité podoby Krista z různých částí světa

Jméno Ježíš je česká podoba řeckého Ίησοῦς (Iésús), které vzniklo helenizací židovského vlastního jména יְשׁוּ‎ Ješua, kratší podoba jména יְהוֹשֻׁע‎ Jehošua. První část jména (יָה) je zkrácenou formou Božího jména „JHVH“, druhá část se odvozuje od slovesa יָשַע‎ (jáša‘) „pomáhat“, „zachraňovat“, „spasit“. Celé jméno tedy znamená „Bůh je záchrana“, překládá se také jako „záchrana přichází od Boha“. Přívlastek „Kristus“ pochází z řeckého χριστός christos a je doslovným překladem hebrejského מָשִׁיחַ‎ mašíach, jež znamená „pomazaný“, „mesiáš“, tedy židy očekávaný vykupitel Izraele. Přívlastek Nazaretský, který se tradičně vykládá jako „z Nazaretu“,  se v řeckém originále vyskytuje ve tvaru Ναζαρηνός Nazarénos a Ναζωραῖος Nazóraios a jejich původní význam je nejasný. Tvar Nazóraios snad etymologicky souvisí s aramejským Nasuraia od semitského kořene NSR, „hledět“ nebo „hlídat“, jako nazarénci byli označováni členové křesťanské sekty a v hebrejských textech jako označení křesťanů. Podle Matouše Ježíšův původ z Nazaretu splňuje údajné proroctví „bude nazýván Nazaretský“, které se ve Starém zákoně přímo nevyskytuje. Původ slova byl hledán v nazírství, zvláštním zasvěcení se Bohu, které zmiňuje Kniha Soudců u Samsona, nebo podle Izajáše z hebrejského necer, „výhonek“ ve smyslu potomek krále Davida.

## Život podle historických pramenů
Pro zkoumání historické osobnosti Ježíše Nazaretského se využívá textové, historické a literární kritiky biblických a souvisejících textů. Kromě toho se zkoumají další prameny, jako mimokřesťanské texty pocházející buď ze židovského (Flavius Iosephus, Talmud) nebo z římského prostředí (Plinius mladší, Tacitus, Suetonius), a biblická archeologie. Zásadním problémem pro historické zkoumání Ježíšova života jsou klíčové písemné prameny (evangelia), které vznikly s časovým odstupem asi 30-70 let, s účelem šířit náboženské myšlenky, nikoli zachytit historii, a které nelze dostatečně konfrontovat s prameny jiného původu.
Většina badatelů předpokládá, že Ježíš byl reálně existující historickou osobností. Zřejmě šlo o galilejského rabína a židovského náboženského reformátora, který se narodil krátce před začátkem letopočtu. Většina údajů o jeho životě však zůstává nejistá a hypotetická. Mezi kritiky historické existence postavy Ježíše patří např. Richard Carrier, který tvrdí, že neexistuje důkaz Ježíšovy existence, který by byl nezávislý na Novém zákoně, a že každý příběh v evangeliích má zřetelný alegorický nebo propagandistický záměr.

## Život podle Nového zákona
Křesťanský příběh Ježíše Krista popisuje Nový zákon v evangeliích, ve třech synoptických a poněkud odlišném Janově. Další informace podávají apokryfní evangelia, které však církve neuznávají za závaznou součást Bible.

### Narození

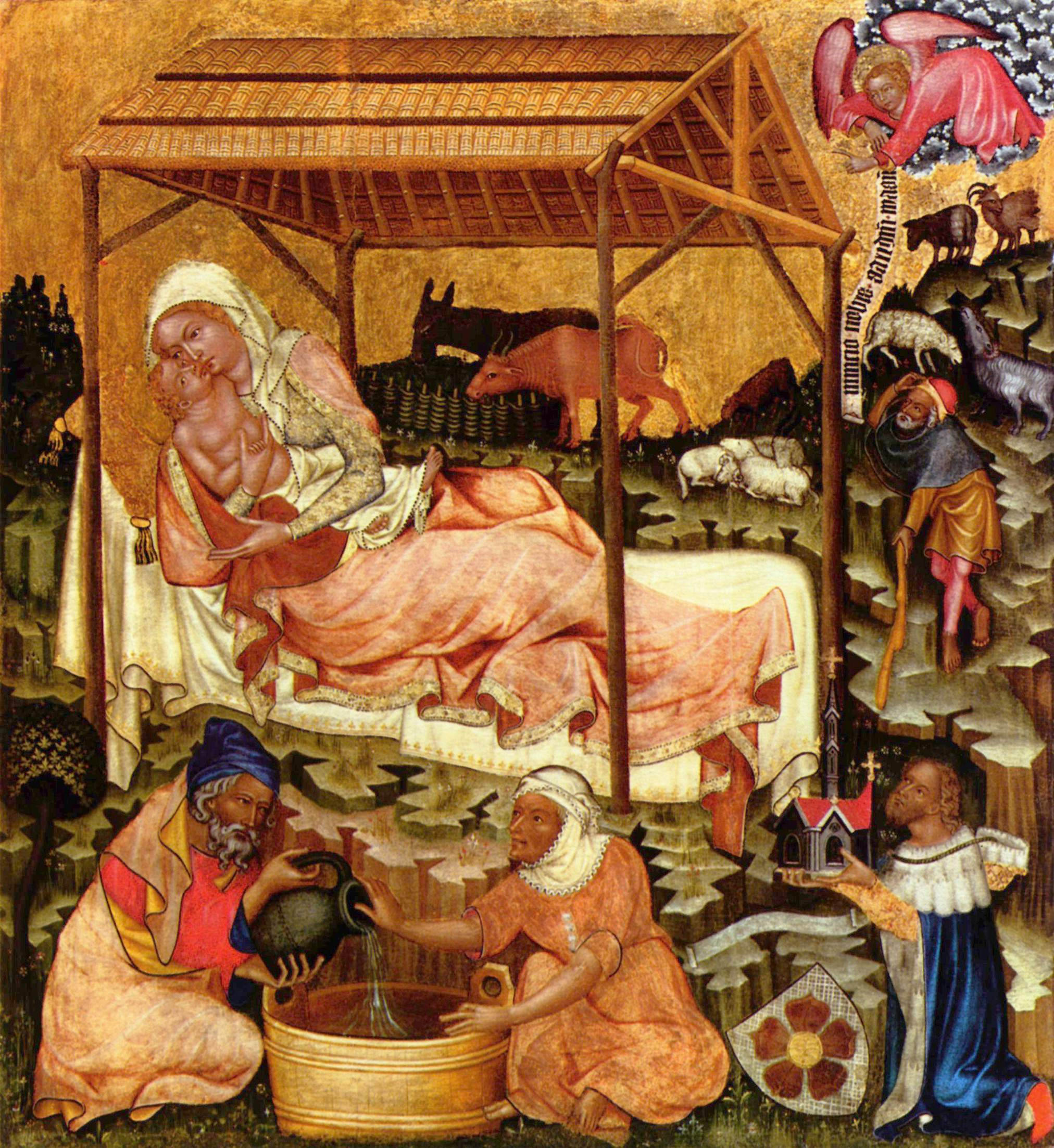
Mistr vyšebrodského oltáře, Narození Krista, kolem roku 1350

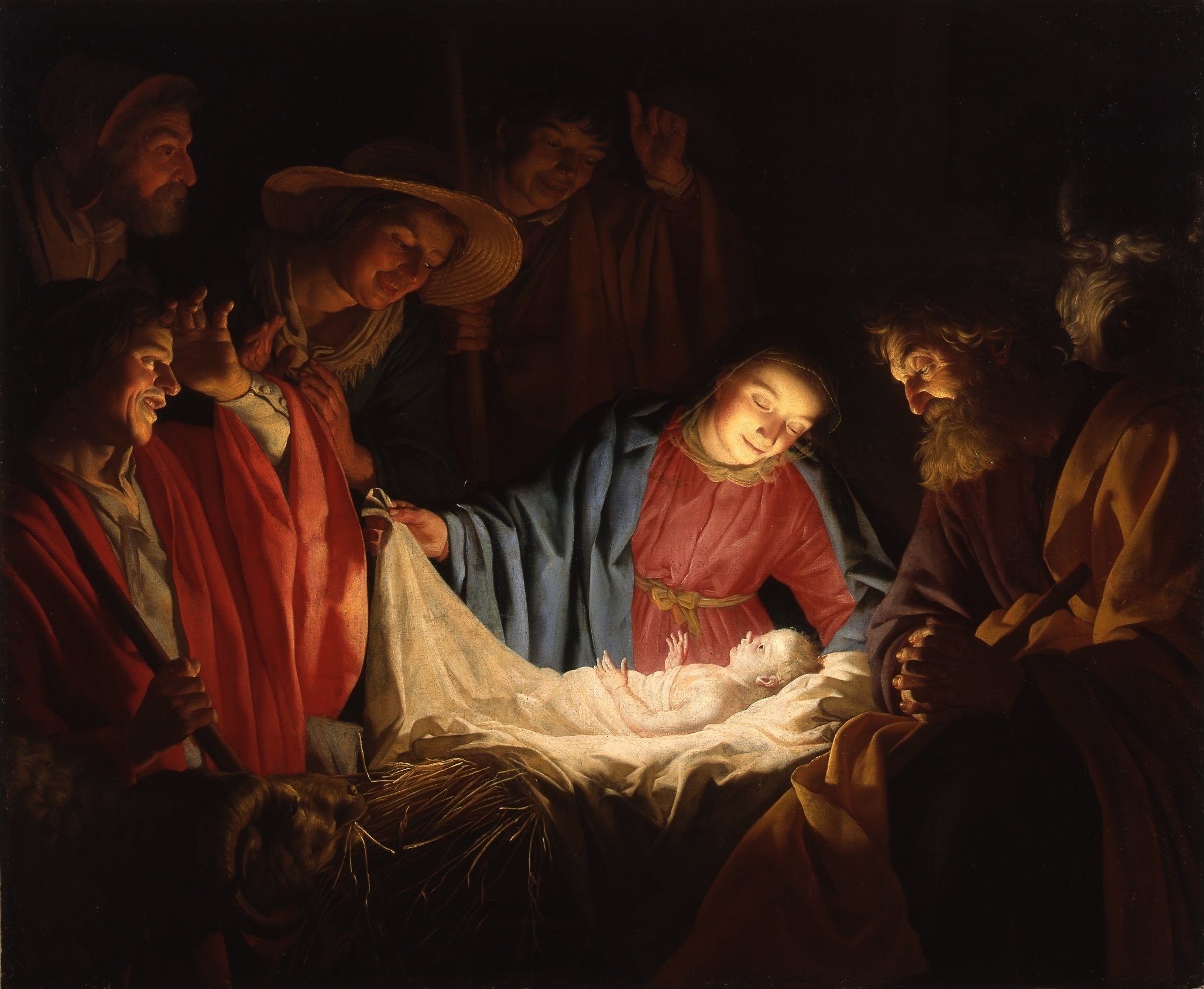
Klanění pastýřů od Gerarda van Honthorsta, 1622

O Ježíšově narození píší pouze Matoušovo a Lukášovo evangelium. Markovo evangelium o Ježíšově dětství mlčí a Janovo evangelium se počíná teologickým vylíčením Ježíše jako slovo (logos), skrze něž vznikly všechny věci.
Evangelia označují Ježíše jako „syna Josefova“, „syna Josefova z Nazareta“ a jako „syna Mariina“. Josef byl tesařem a nedochovalo se o něm mnoho dalších spolehlivých údajů, je možné, že se nedožil Ježíšova veřejného působení. O Ježíšově matce Marii se evangelia a Skutky apoštolů zmiňují ještě na dalších místech a po smrti svého syna patřila k raně křesťanské obci v Jeruzalémě. Evangelia zmiňují také Ježíšovy bratry či bratrance Jakuba, Josefa, Šimona a Judu, avšak vzhledem k širšímu vymezení slova ἀδελφός (adelfos) nelze s jistotou určit, zda Ježíš nějaké sourozence měl.
Obě evangelia líčí, že Ježíše počala Maria jako panna z Ducha svatého, nikoli s Josefem, a že narození i jméno Ježíš bylo oznámeno božím poslem – andělem. Podle Matouše se zjevil Josefovi, podle Lukáše se anděl Gabriel zjevil Marii (zvěstování Panny Marie) a označil jej za Syna Božího. Vlastní narození líčí Lukáš tak, že Josef s Marií kvůli sčítání lidu nařízeném císařem Augustem odešli z Nazaretu do Betléma, kde Maria porodila a novorozence uložila do jeslí, protože nenašli místo pod střechou. Anděl pak oznámil narození Spasitele pastýřům, kteří se dítěti přisli poklonit. Matouš píše o mudrcích z východu, kteří se dítěti poklonili a přinesli dary poté, co jim betlémská hvězda ukázala dům, kde přebýval. Lukáš píše, že osmý den po porodu odnesli Ježíše do Chrámu kvůli obřízce a později znovu kvůli oběti za prvorozeného a dostalo se jim proroctví od Simeona a Anny o Ježíšově vyvolenosti. Poslední událost spojenou s narozením popisuje Matouš: Herodes chtěl Ježíše kvůli proroctví zabít a nechal povraždit novorozence v Betlémě, ale Ježíše rodiče zachránili útěkem do Egypta.
Evangelia líčí narození Ježíše jako splnění očekávaného příchodu Mesiáše. Ježíšovy rodokmeny mají Krista skrz otce Josefa zapojit do linie krále Davida a patriarchy Abraháma, příběh o početí z Ducha svatého a narození z panny ukazuje Ježíšův božský původ. Vyprávění o útěku Ježíšovy rodiny do Egypta navazuje na pobyt izraelského národa v Egyptě (viz Exodus).

#### Místo narození

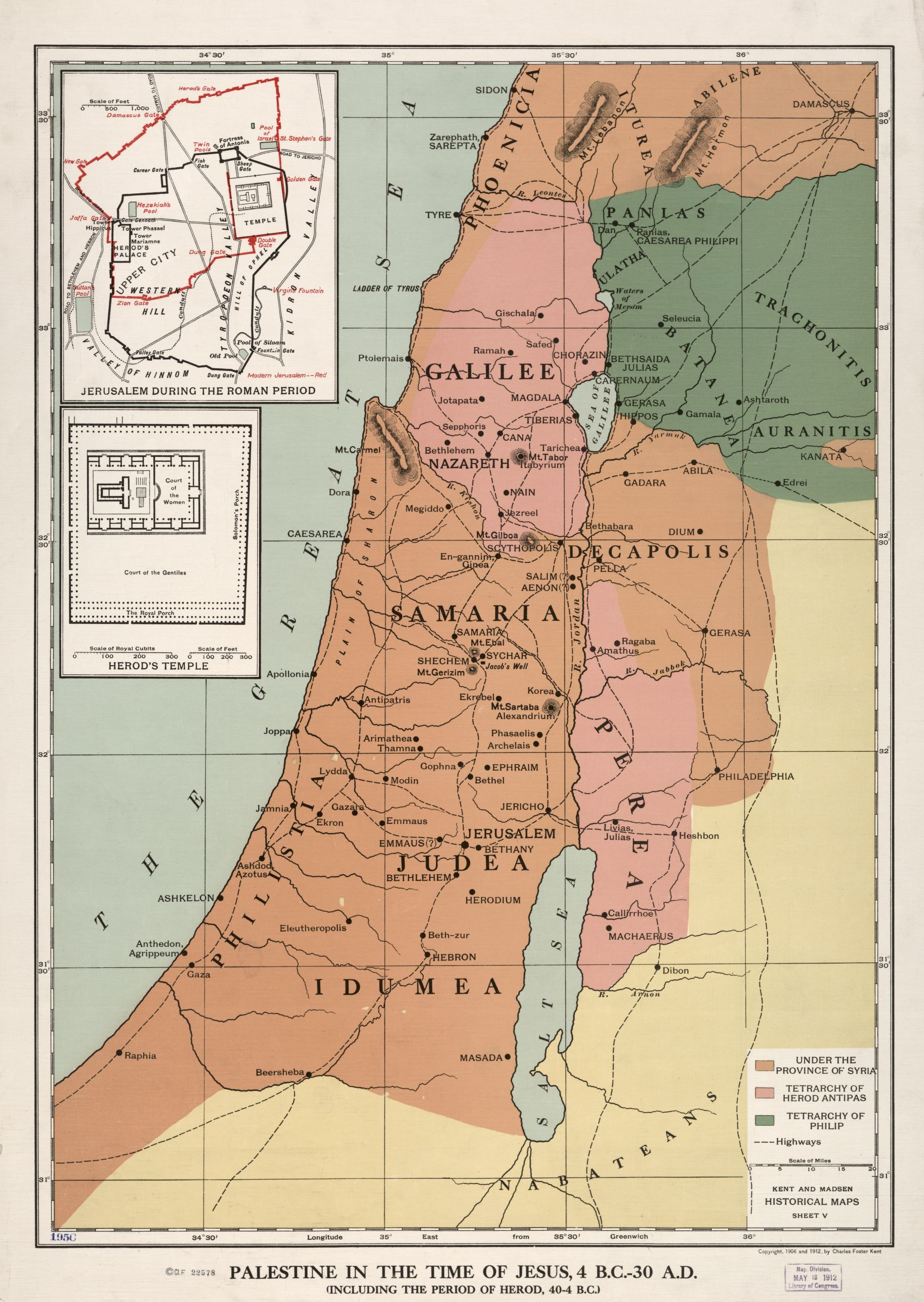
Judea, Galilea a sousední oblasti v době Ježíšově

Historická svědectví, která jsou k dispozici, neumožňují určit přesně datum Ježíšova narození a smrti. Podle Matoušova evangelia se Ježíš narodil v judském městečku Betlémě, v čemž shledává naplnění starozákonního proroctví Micheášova. Proto někteří historikové[kdo?] nepovažují tento údaj za zcela spolehlivý a domnívají se, že se může jednat o legendární údaj vytvořený na základě připodobnění Ježíše ke králi Davidovi, který pocházel právě z Betléma.
Údaj, že Ježíš žil v galilejském Nazaretě, odkud dostává Ježíš také přídomek „Nazaretský“, případně „Nazorejský“. je pak obecně považován za autentický, neboť v Ježíšově době nebyla s tímto místem spojována žádná očekávání. Evangelium podle Matouše sice uvádí, že tento údaj byl proroky předpovězen, avšak starozákonní proroctví tento údaj neobsahují; snad se může jednat o další davidovský odkaz, když kniha Izajáš nazývá mesiáše „proutkem“ (נצר néser) z Jišajova pařezu.

#### Datum narození
Biblická datace Ježíšova narození není jednoznačná: Evangelium podle Matouše klade Ježíšovo narození před smrt Heroda Velikého, k níž došlo roku 4 př. n. l., zatímco Evangelium podle Lukáše je klade do souvislosti s římským sčítáním lidu, které se událo za působení syrského místodržitele P. Sulpicia Quirinia. Doklady o censu hovoří o roce 6 n. l., avšak je možné, že se nejednalo o první sčítání lidu za Quiriniova místodržitelství. Další indicii může představovat betlémská hvězda, snad neobvyklá konjunkce planet, již bylo možné v Judeji pozorovat roku 7 př. n. l. Porovnáním údajů o vystoupení Ježíšova předchůdce (Jana Křtitele v 15. roce vlády císaře Tiberia, tedy roku 28 n. l.) a samotného Ježíše, jemuž tehdy bylo asi třicet let, vychází rok Ježíšova narození někdy kolem přelomu letopočtu. Většina historiků dnes klade Ježíšovo narození mezi roky 7 a 4 př. n. l.
Rok Ježíšova narození se pokusil vypočítat jako první na základě historických záznamů, dostupných v 6. století, mnich Dionysius Exiguus, který však tento rok neurčil přesně. Na základě Dionysiova výpočtu se přesto začal užívat křesťanský letopočet, který je dnes letopočtem celosvětově nejběžněji používaným. Ke slovu přišel znovu asi před deseti lety, zvláště díky studiím Giorgia Fedalta, který využil výsledků pozorování washingtonské U. S. Naval Observatory a klade Ježíšovo narození do roku 1 před naším letopočtem.[zdroj?]
Tradiční datum oslavy Ježíšova narození, 25. prosinec (Vánoce), se ustanovuje ve 3. století v souvislosti s velikonočním cyklem (srov. původ Vánoc). Ve druhé polovině 20. století se však zejména mezi liturgisty ujala myšlenka, že 25. prosinec je pouze konvenční datum, které si zvolili římští křesťané, aby vytlačili kult nepřemožitelného Slunce, tzn. svátek Mitrův nebo císařův, který připadal na zimní slunovrat. Je pravdou, že po Konstantinově ediktu by církev mohla mít touhu zužitkovat nějaký svátek zanikajícího pohanství, nikoli však vymýšlet z ničeho nic datum tak zásadního významu. Navíc, kult nepřemožitelného Slunce zavedl císař Aurelianus roku 274, zatímco první zmínku o 25. prosinci jako dni Narození Krista nacházíme u Hippolyta Římského roku 204 (Komentář ke knize proroka Daniela). K tomu lze připojit také homilii Jana Zlatoústého z roku 386, kde tvrdí, že římská církev zná datum Kristova narození z archivu římské říše, ve kterém se uchovala akta o sčítání lidu provedeném na rozkaz císaře Augusta.

### Dětství
Kromě narození a navazujících událostí, zejména útěku do Egypta, tamním pobytu a návratu, popisuje Nový zákon jen jednu další událost z Ježíšova dětství. Je jím příběh z Lukášova evangelia o dvanáctiletém Ježíši v jeruzalémském chrámě, kde diskutoval s učiteli poté, co se o pesachu ztratil rodičům. Další události a zázraky konané chlapcem Ježíšem popisují apokryfní evangelia dětství, např. zmíněné Pseudo-Tomášovo evangelium dětství.

### Křest Krista

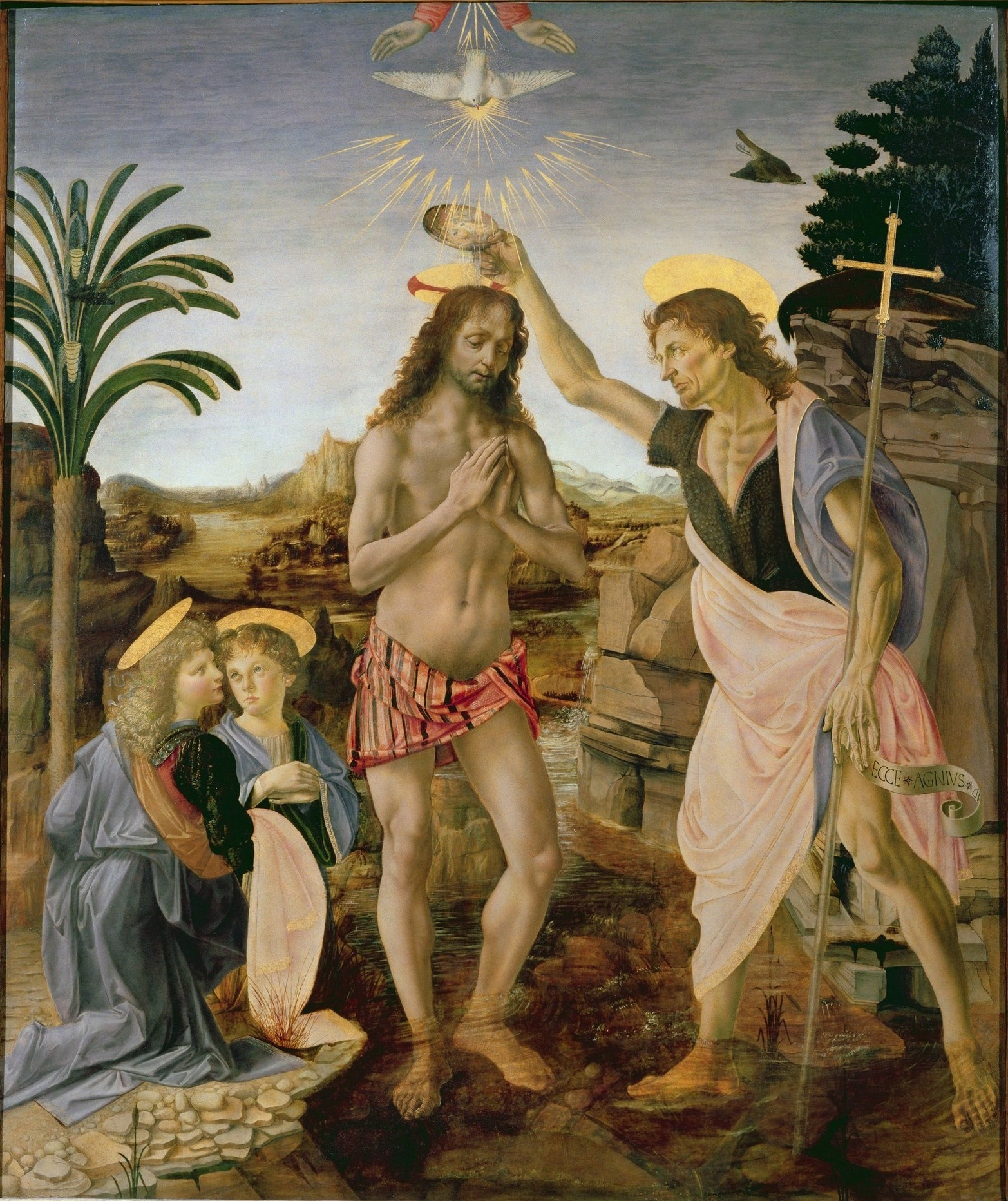
Andrea del Verrochio, Kristův křest, okolo roku 1475

Hlasatel pokání Jan Křtitel, který působil v poušti poblíž řeky Jordánu (podle Bible) a křtil zde kajícníky na znamení lítosti a odpuštění hříchů, je v Novém zákoně líčen a křesťanstvím chápán jako „předchůdce Páně“. Zda Ježíš sám patřil po nějakou dobu k jeho okruhu, není jisté; přes zjevné rozdíly mezi asketou Janem a Ježíšem přijímajícím pozvání na hostiny však sdíleli naléhavou, radikální etiku spojenou s vizemi blížícího se konce světa. Setkání obou mužů vyvrcholilo tím, že se Ježíš nechal od Jana pokřtít jako další kajícníci. Údajně se tak stalo v lokalitě Qasr al-Jahúd. O této události zpravují všechna čtyři kanonická evangelia a vykládají ji jako mesiášskou iniciaci Ježíše: Podle jejích líčení se při křtu ozval z nebe hlas a označil Ježíše za vyvoleného Božího syna.

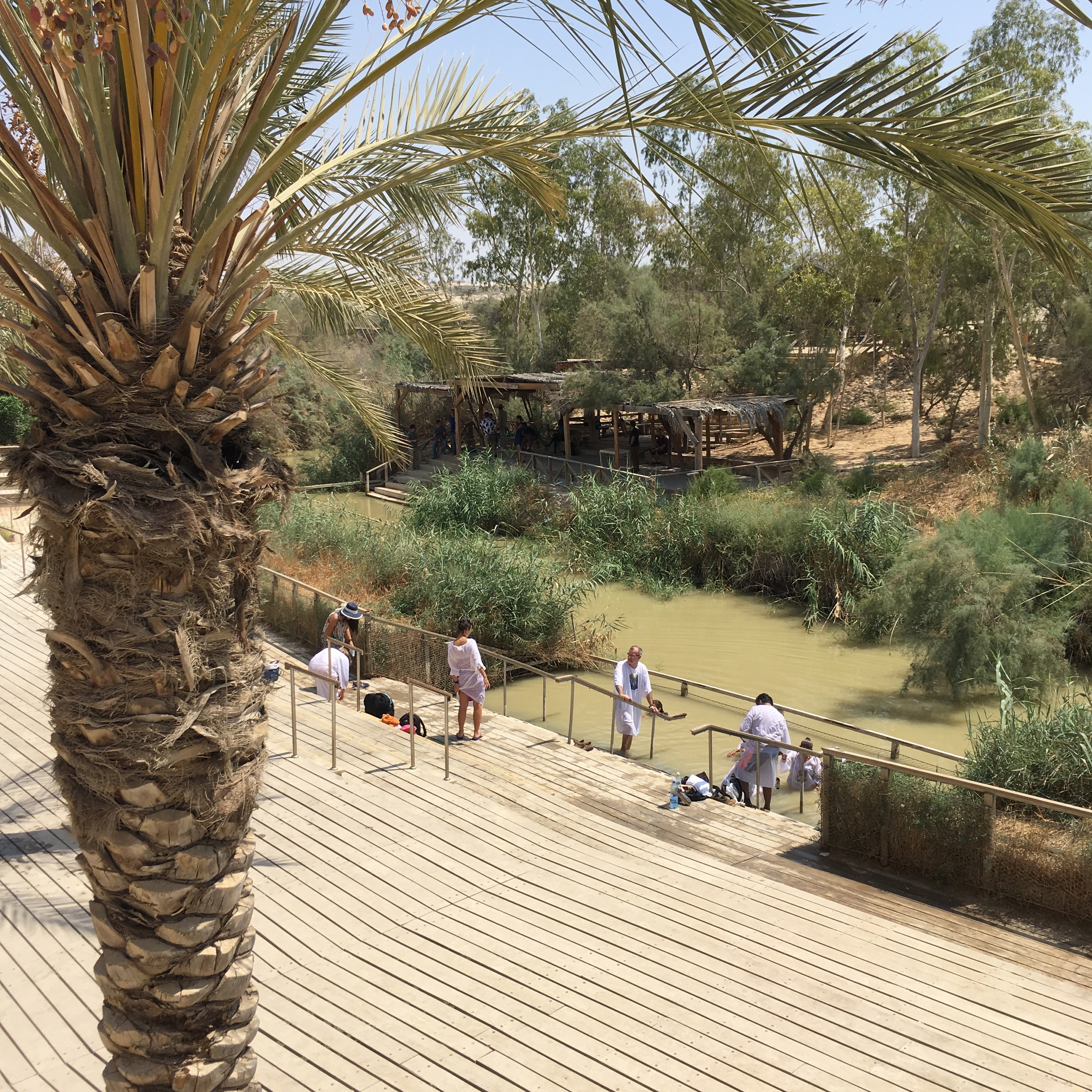
Řeka Jordán

Křest v Jordánu je historiky považován za věrohodně doložený, pro shodu všech čtyř evangelií a především proto, že pozdější křesťané neměli důvod vymýšlet si událost, která staví Jana do pozice autority vůči Ježíšovi. Křest je zároveň Biblí líčen jako začátek Ježíšova veřejného vystoupení. Podle Janova evangelia Ježíšovi učedníci poté po nějakou dobu křtili v jeho přítomnosti a byl o ně větší zájem než o Jana. Na vrcholu svého působení však se Ježíš vzdal pevného místa a začal vystupovat jako putující kazatel v Galileji a okolních územích.

### Veřejné působení

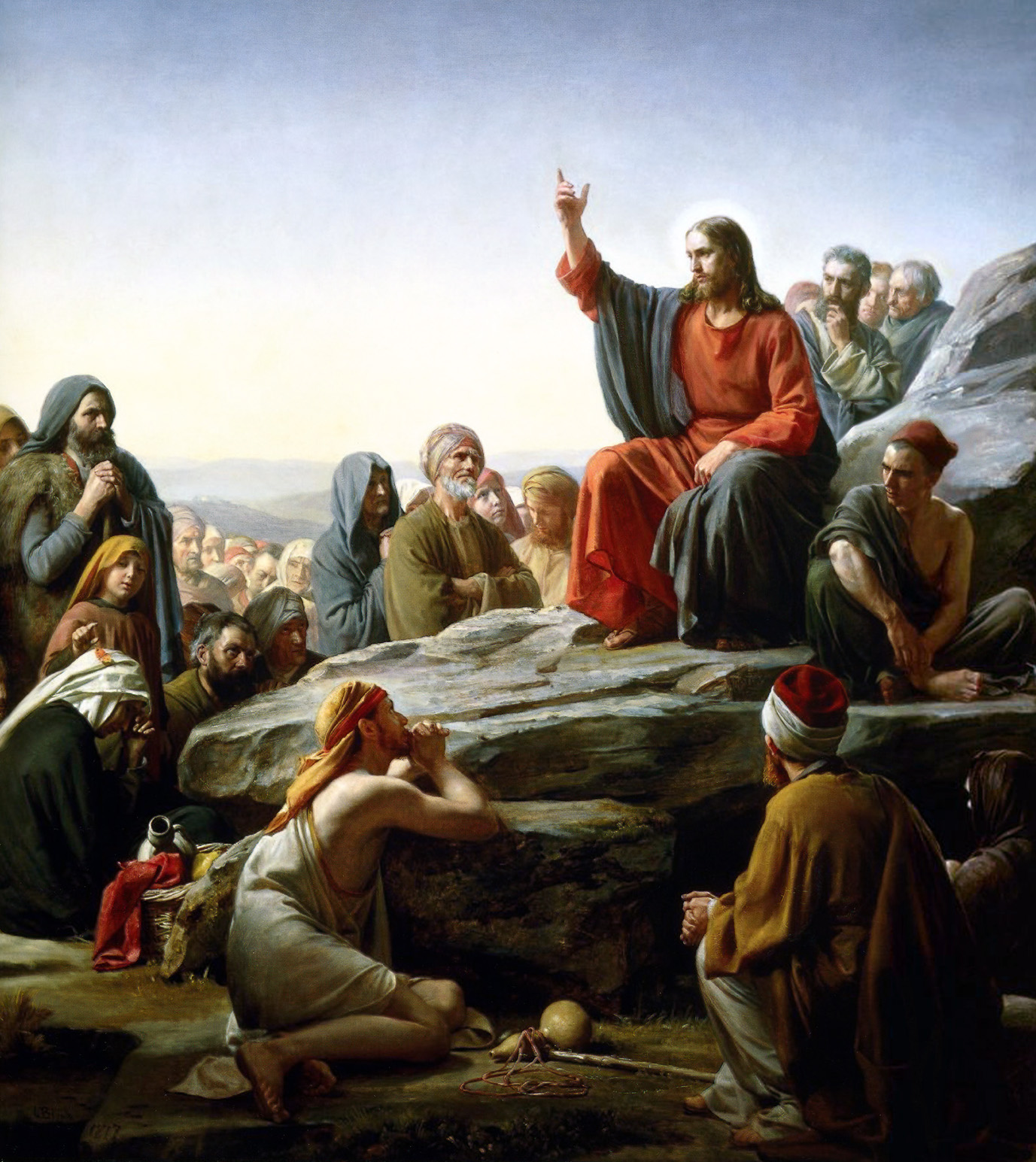
Carl Heinrich Bloch: Kázání na hoře

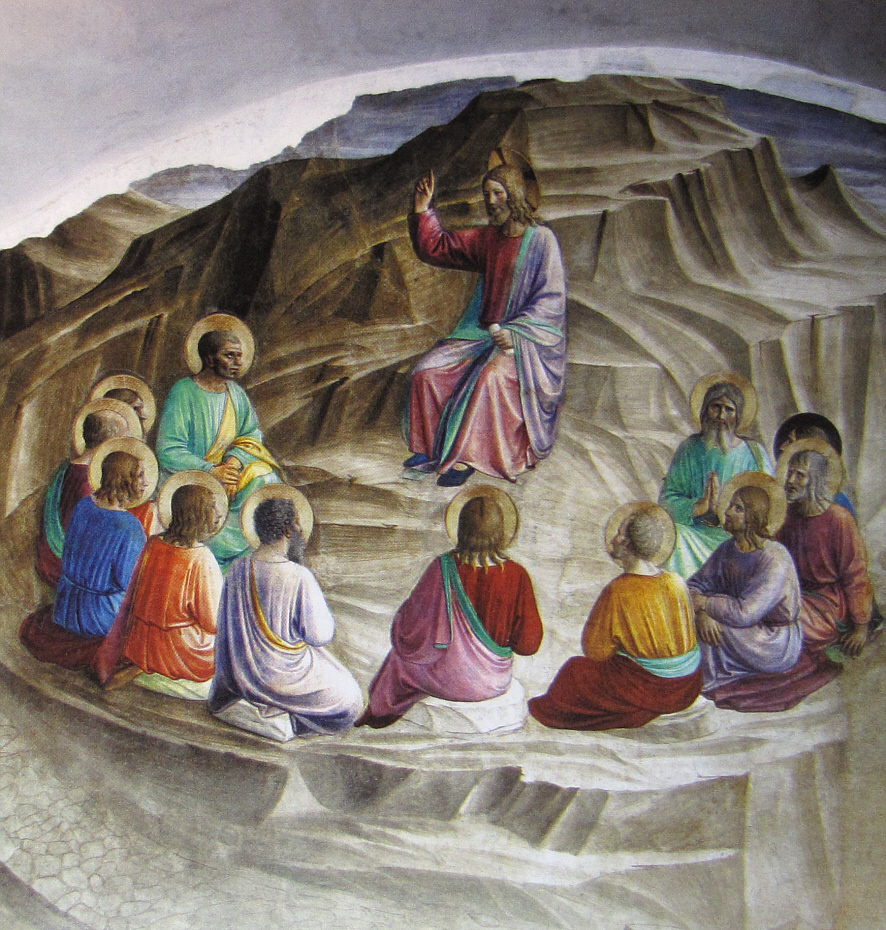
Fra Angelico: Kázání na hoře

Ježíš strávil většinu svého života v Galileji pod vládou Heroda Antipy. Až někdy ve věku třiceti let začal kázat a působit jako thaumaturg a vykladač Zákona. Sám říkal, že se narodil proto, aby vydal svědectví pravdě (Jan 18, 37 (Kral, ČEP))
Mnohým jednáním Ježíš narušoval dobové a náboženské konvence. Porušoval některá židovská pravidla (uzdravování nebo sbírání klasů v sobotu). Navzdory tehdejší vysoké hodnotě rodinných vazeb vyjádřil vícekrát, že vztah s Bohem překonává i rodinné vazby: např. opuštění rodičů ve dvanácti letech v chrámu (Mt 12, 47–50 (Kral, ČEP)), oslovení matky při svatbě v Káni, reakce na slova „Hle, tvoje matka a tvoji bratři jsou venku a hledají tě.“ (Mk 3, 32 (Kral, ČEP)) a rovněž své učedníky vyzýval k opuštění všeho pro hlásání evangelia, narušoval pojetí výlučnosti Židů atd. Nábožensky motivované veřejné očištění chrámu byla jedním z důvodů jeho zadržení před ukřižováním.

### Uzdravování
Zázraky nebyly (a v některých filosofických okruzích nejsou dodnes) vnímány jako porušování přírodních zákonů (takový pojem tehdy neexistoval), ale jako znamení Boží moci, prorockého vhledu do skutečnosti.
V Bibli je zaznamenáno mnoho případů zázračného uzdravení jak tělesného, tak i duševního. Jde o horečky, slepotu, malomocenství a jeho příznaky, navrácení života mrtvému a další. Zvláštním případem uzdravování bylo vyhánění zlých duchů, praktikované některými křesťanskými církvemi dodnes (viz exorcismus), kteří měli způsobovat jak tělesné tak duševní trápení a nemoci. Při uzdravení dochází v Bibli často též k obrácení dotyčného, popř. jeho vyznání.
Podle biblických vyprávění Ježíš uzdravoval lidi, kteří k němu přišli, často pouhým dotykem či modlitbou. V Bibli se můžeme dočíst, že Ježíš uzdravoval chromé i slepé, na které narazil. Například v J 4, 43 (Kral, ČEP) uzdraví Ježíš dítě královského služebníka jenom, že mu řekne na požádání, že jeho syn je živý, a když se vrátí domů, nalezne svého syna živého.

### Učedníci a stoupenci

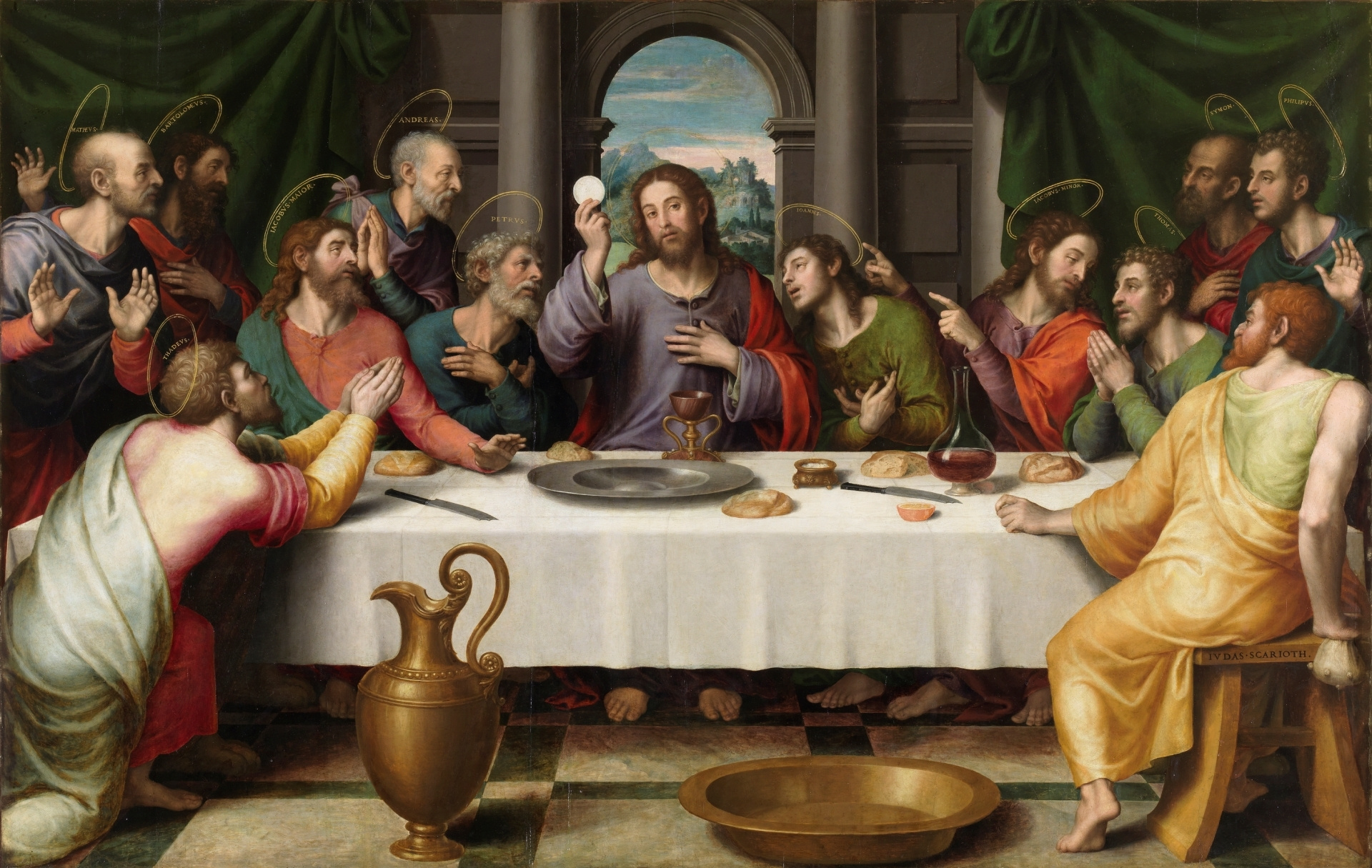
Juan de Juanes: Poslední večeře, asi 1562

Od počátku Ježíšova veřejného působení se kolem něho formoval okruh přívrženců. Vedle běžných posluchačů, kteří v počtu stovek až tisíců docházeli na Ježíšova kázání, když byl nablízku, a poskytovali mu podporu a pohostinství, se vyhranila skupina nejbližších učedníků. Lukášovo evangelium zná širší okruh sedmdesáti či dvaasedmdesáti učedníků, vyslaných Ježíšem jako hlasatelé božího království. Především však Ježíše následovalo na jeho cestách „Dvanáct“, skupina učedníků dnes často označovaná jako dvanáct apoštolů, v čele s Šimonem Petrem, Janem a Jakubem Starším. Podle biblického podání je Ježíš sám vybral a povolal, tedy vyzval je, aby opustili majetek, práci a rodinu (přinejmenším Petr byl ženatý) a putovali s ním.
Vzhledem k dobovým zvyklostem neobvykle pozitivní byl Ježíšův vztah k ženám. Vedle matky Marie se v jeho blízkosti objevují Marie Magdalská, Lazarovy sestry Marie a Marta, matka Jakuba a Jana Salomé a mnoho dalších. Ženy ze svých prostředků Ježíše a jeho učedníky podporovaly a některé je dokonce doprovázely. Lk 8, 1 (Kral, ČEP) Ženy hrají klíčovou roli v mnoha novozákonních příbězích a Ježíš s nimi jednal se stejnou vážností jako s muži.

### Odsouzení a smrt

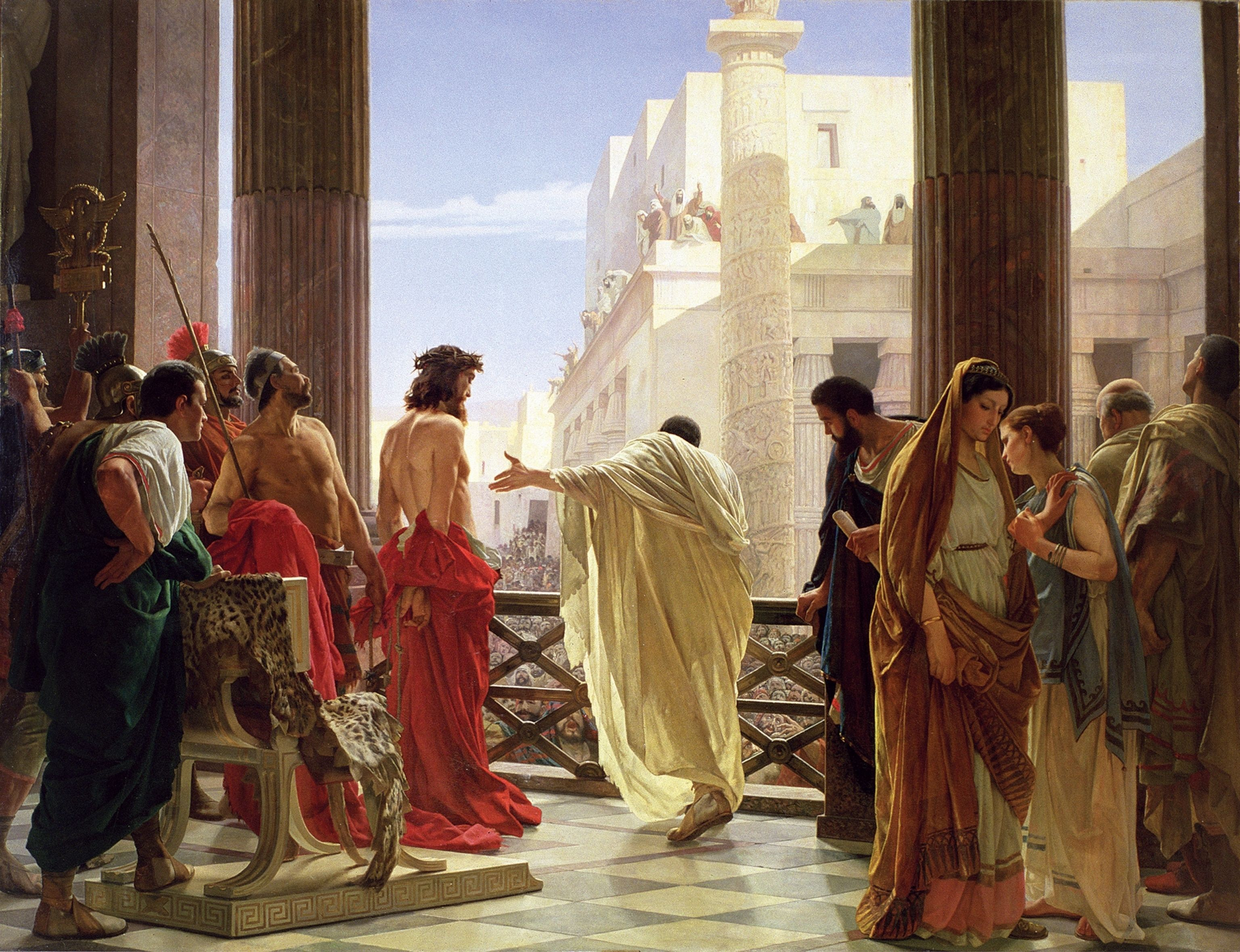
Antonio Ciseri, Ecce homo!, 1871

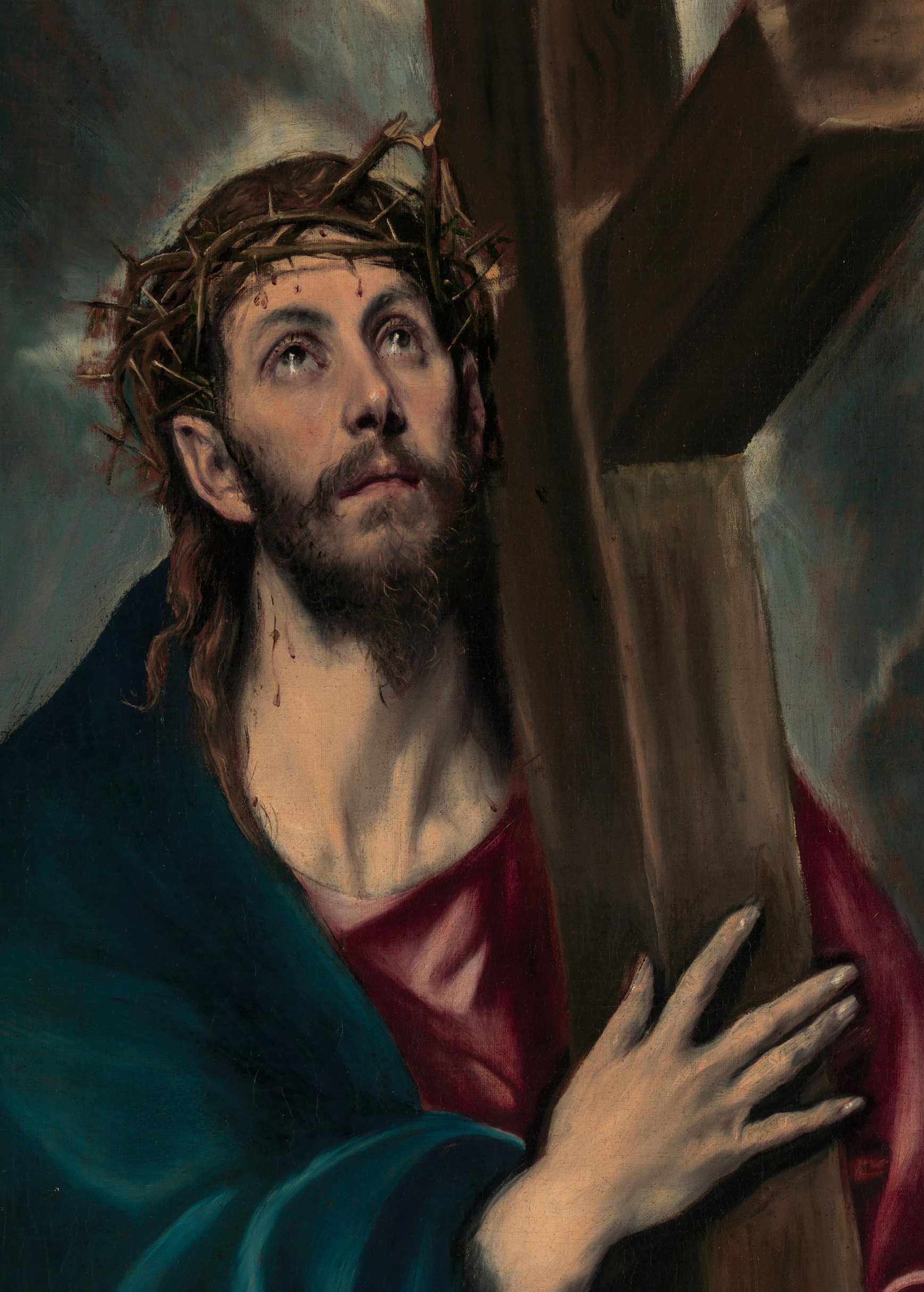
El Greco, Kristus nesoucí kříž, 1580

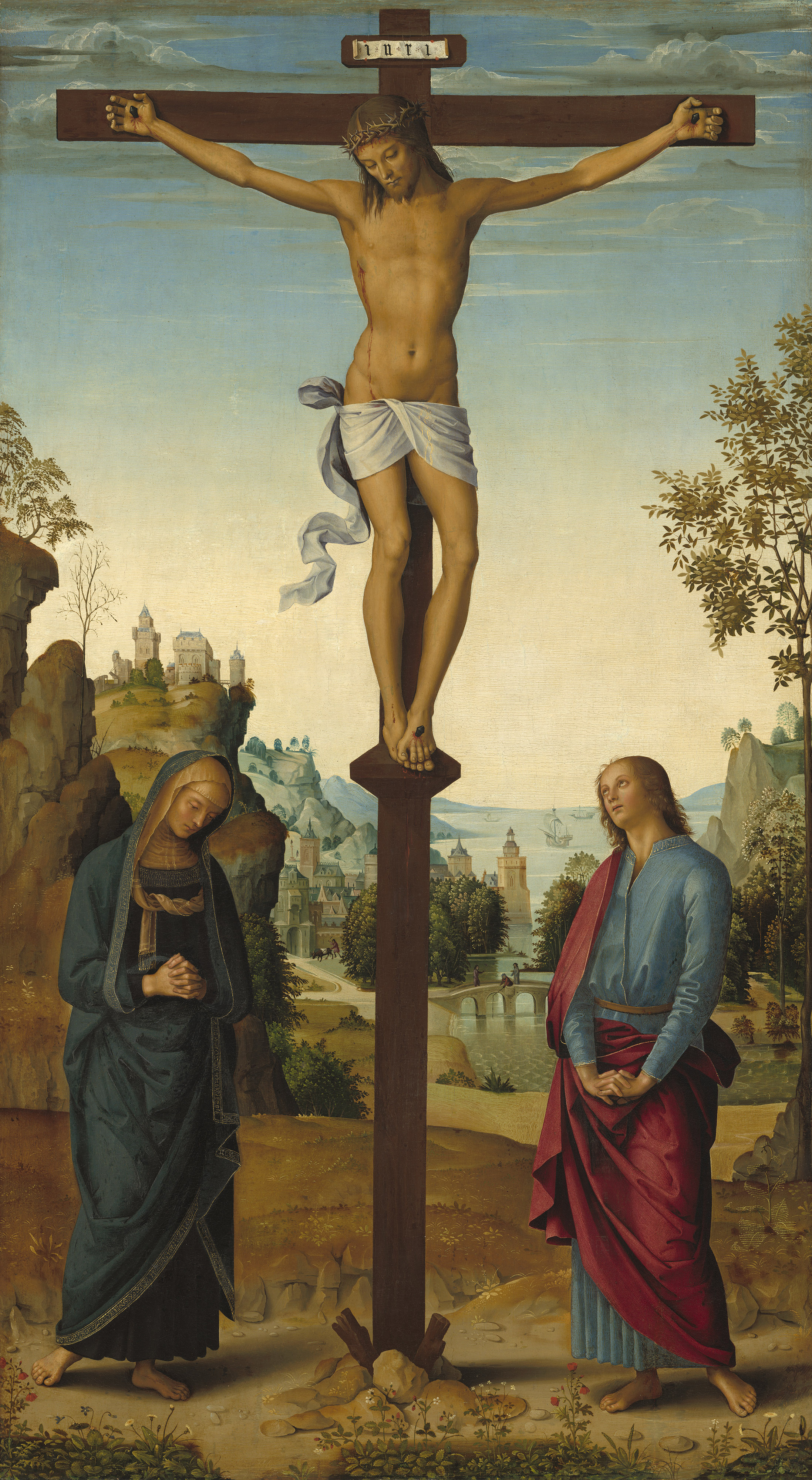
Pietro Perugino, ukřižování, 1482

Všechna kanonická evangelia se shodují na skutečnosti, že Ježíš byl popraven ukřižováním v Jeruzalémě při nebo před židovským svátkem Pesach. K popravě došlo za působení Pontia Piláta, prefekta judské provincie v letech 26 až 36. Vzhledem k tomuto zvláště potupnému způsobu smrti, který kanonická evangelia líčí, považují historikové Ježíšovo ukřižování za historicky zcela hodnověrné. Svědectví je podepřeno též židovskými prameny (viz výše).
Markovo evangelium označuje za den jeho smrti začátek Pesachu, pátek 15. nisanu, Janovo evangelium hovoří o odpoledni 14. dne měsíce nisanu, tedy předvečeru svátku. Vzhledem k tomu, že je obtížné si představit Ježíšovu popravu právě během největší ze židovských slavností, zdá se, že je z historického hlediska Janovo vyprávění přesnější. V těchto letech pak 14. nisan připadal na pátek 7. dubna 30 nebo 3. dubna 33. Je-li se možno spolehnout na údaj, že když Ježíši bylo na začátku jeho veřejného působení třicet let a že toto působení trvalo tři roky, připadá jako nejpravděpodobnější datum Ježíšovy smrti 7. duben roku 30.
V otázce, který z těchto důvodů pro obžalobu Ježíšovu a jeho odsouzení byl nejdůležitější, existují rozličné názory. V Ježíšově působení bylo vícero prvků, které mohly být pro část židovského obyvatelstva těžko stravitelné: vyhnání penězoměnců z jeruzalémského chrámu, spory s farizeji a saduceji, učení o Ježíšově těle coby pokrmu a další. Hlásání božího království mohlo být také vnímáno jako politicky nebezpečné jak ze strany Římanů, tak židů. Je zřejmě nemožné posoudit, který z těchto prvků sehrál při Ježíšově odsouzení hlavní úlohu.

### Prázdný hrob

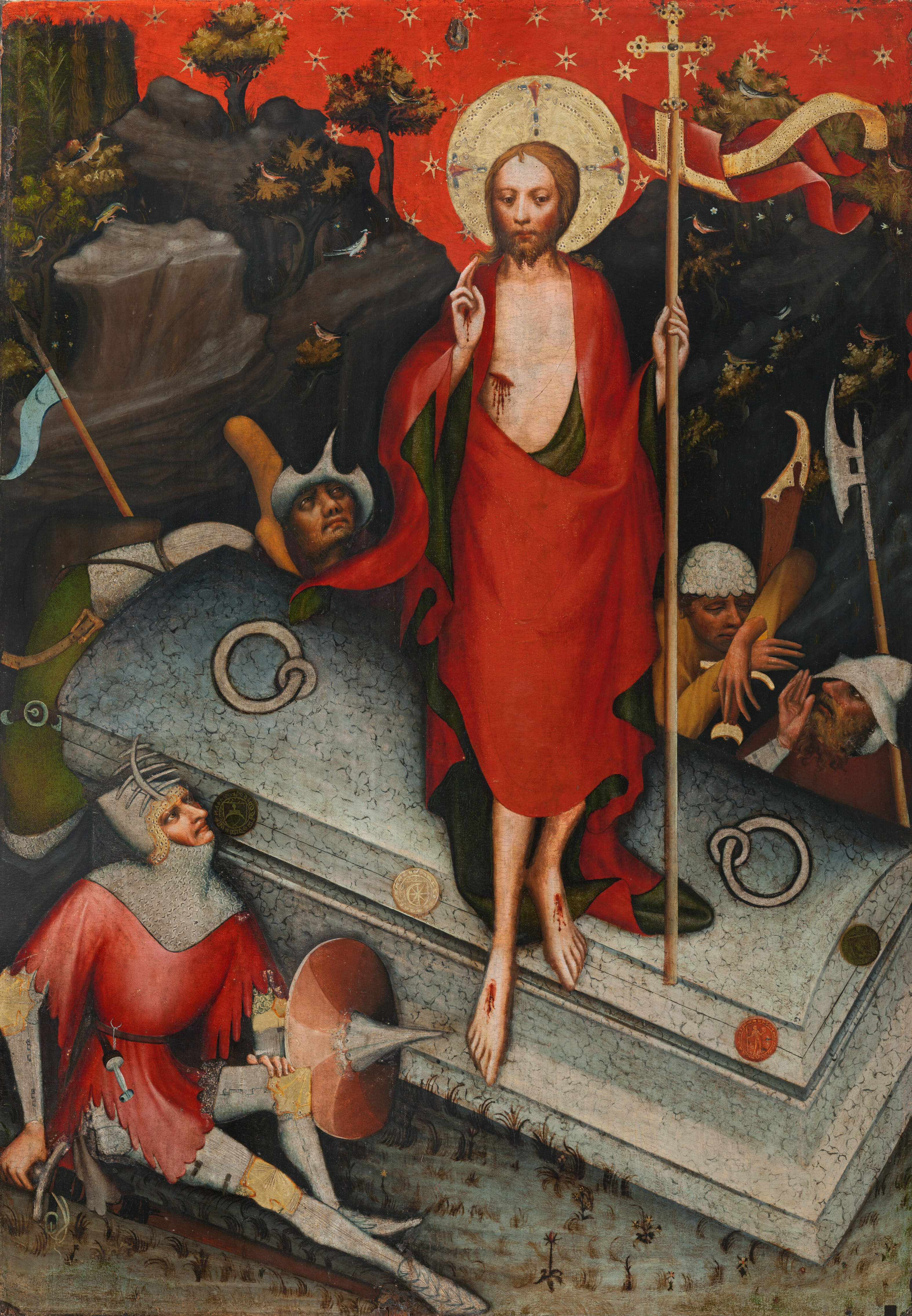
Mistr Třeboňského oltáře: Zmrtvýchvstání Krista

Podle všech evangelií bylo Ježíšovo tělo bezprostředně po smrti sňato z kříže, zabaleno do pláten a položeno do skalního hrobu, který patřil Josefu z Arimatie. Přes rozdílnost vyprávění jednotlivých evangelií lze pak konstatovat, že některé ženy šly posléze navštívit Ježíšův hrob, ale jeho tělo tam již nenašly, a že církev od počátku tento prázdný hrob vysvětlovala Ježíšovým vzkříšením. Židovská velerada vysvětlovala tuto skutečnost krádeží Ježíšova těla, kterou spáchali jeho učedníci, když římská hlídka u hrobu spala.
Avšak ani církev nedokazovala Ježíšovo vzkříšení z faktu prázdného hrobu, nýbrž zjeveními Ježíše jeho učedníkům, kteří začínají hlásat, že Bůh Ježíše vzkřísil z mrtvých. Ač se objevily snahy vysvětlovat tato zjevení jako důsledek euforie či halucinace učedníků, případně jako podvod jejich či pisatelů evangelií a dalších novozákonních spisů, důvěryhodnost těchto teorií zpochybňuje vícero okolností, nejvíce pak fakt, že všichni apoštolové museli pro obhajobu svého tvrzení ustát za cenu vlastního života. V případě podvodu pak lze předpokládat, že by zprávy o Ježíšově vzkříšení byly přesvědčivější a harmoničtější: rozdíly a rozpory mezi jednotlivými prameny tak potvrzují společné historické jádro.

### Nanebevstoupení
Matoušovo a Lukášovo evangelium nekončí prázdným hrobem a tím, jak se učedníci a některé ženy setkaly se vzkříšeným Kristem. Poslední událostí, kterou popisují, je Ježíšovo nanebevstoupení. Ježíš tehdy vystoupil ke svému Otci a dal učedníkům takzvané velké poslání – jít do celého světa (počínajíc Jeruzalémem, Judskem a Samařím) a zvěstovat evangelium. Tím, kdo je v tom bude vést, bude Duch svatý, na jehož seslání měli počkat. To je však okamžik, kde již začínají dějiny církve.

## Ježíš podle apokryfů
O Ježíšovi pojednávají i další knihy, které nebyly zařazeny do Nového zákona, tzv. apokryfní a pseudepigrafní knihy. Známá jsou například evangelia dětství, kde se líčí Ježíšův pobyt s rodinu v Egyptě. Mezi taková evangelia patří například Tomášovo evangelium dětství. V pravoslavných církvích je populární také alternativní evangelium o Ježíšově narození, tzv. Jakubovo evangelium.
Další apokryfy o Ježíšovi jsou většinou různá logia („ztracené“ výroky Ježíše Krista, např. Filipovo nebo Tomášovo evangelium) nebo vyprávění samotných apoštolů (např. Bartolomějovo evangelium, které obsahuje některá mystická učení raných křesťanů).

## Ježíšovo učení

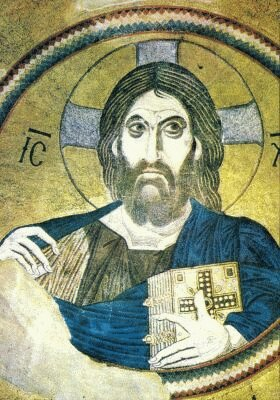
Mozaika Krista coby Pantokratora, kupole kostela Dafné, Athény, mezi 1090 a 1100

Ježíš hlásá dobrou zvěst (εὐαγγέλιον euangelion, evangelium) o osvobození od jha formálních a rituálních náboženských požadavků a znovuobjevení a posílení jejich jednotících principů: autentičnosti, plnosti a neokázalosti v lásce k Bohu a k bližnímu. Toto osvobození je spojeno s pokáním, obrácením, změnou smýšlení. Požadavky jsou zaměřeny na odpovědnost a smýšlení jednotlivců, nikoliv na vzpouru vůči státnímu nebo náboženskému systému jako celku. Ježíš podporuje pokorné, upřímné, statečné, spravedlivé, utiskované, nemocné atd. a přitom hrozí pyšným, pokrytcům, lidem parazitujícím na náboženství k vlastnímu prospěchu. Klade důraz na milosrdenství, odpuštění, lásku k nepřátelům, sebekritičnost, odpovědnost za aktivní využití života (podobenství o hřivnách, Mt 25, 14–30 (Kral, ČEP)), ukazuje smysl sebezáporu, utrpení a snášení obtíží. Etické principy sounáležitosti a milosrdenství k bližním klade nad náboženskou, etnickou či rodinnou příslušností i nad planou servilitu vůči Bohu. Je kladen důraz na víru, která se projevuje nejen ovocem ducha, ale i zázraky a mocnými činy; současně v podobenstvích a kázáních podporoval racionální uvažování a rozeznávání „znamení doby“. Dle novozákonního podání Ježíš cílevědomě organizoval šíření svého učení příkladem i výkladem.
V období jeruzalémských událostí před Ježíšovým ukřižováním se objevuje i myšlenka výkupné hodnoty Ježíšova utrpení a smrti, zejména v Ježíšově proslovu nad chlebem při poslední večeři (moje tělo, které se láme/vydává za vás). Tato myšlenka byla později v rámci vývoje křesťanství propracována do ucelené teologie vykoupení, na niž navazuje i teologie svátostí.
Ježíšovo sebepojetí není z evangelií jednoznačně zřejmé, což se promítá i v teologických sporech raného křesťanství.

## Ježíš v pojetí různých náboženství

### Křesťanství

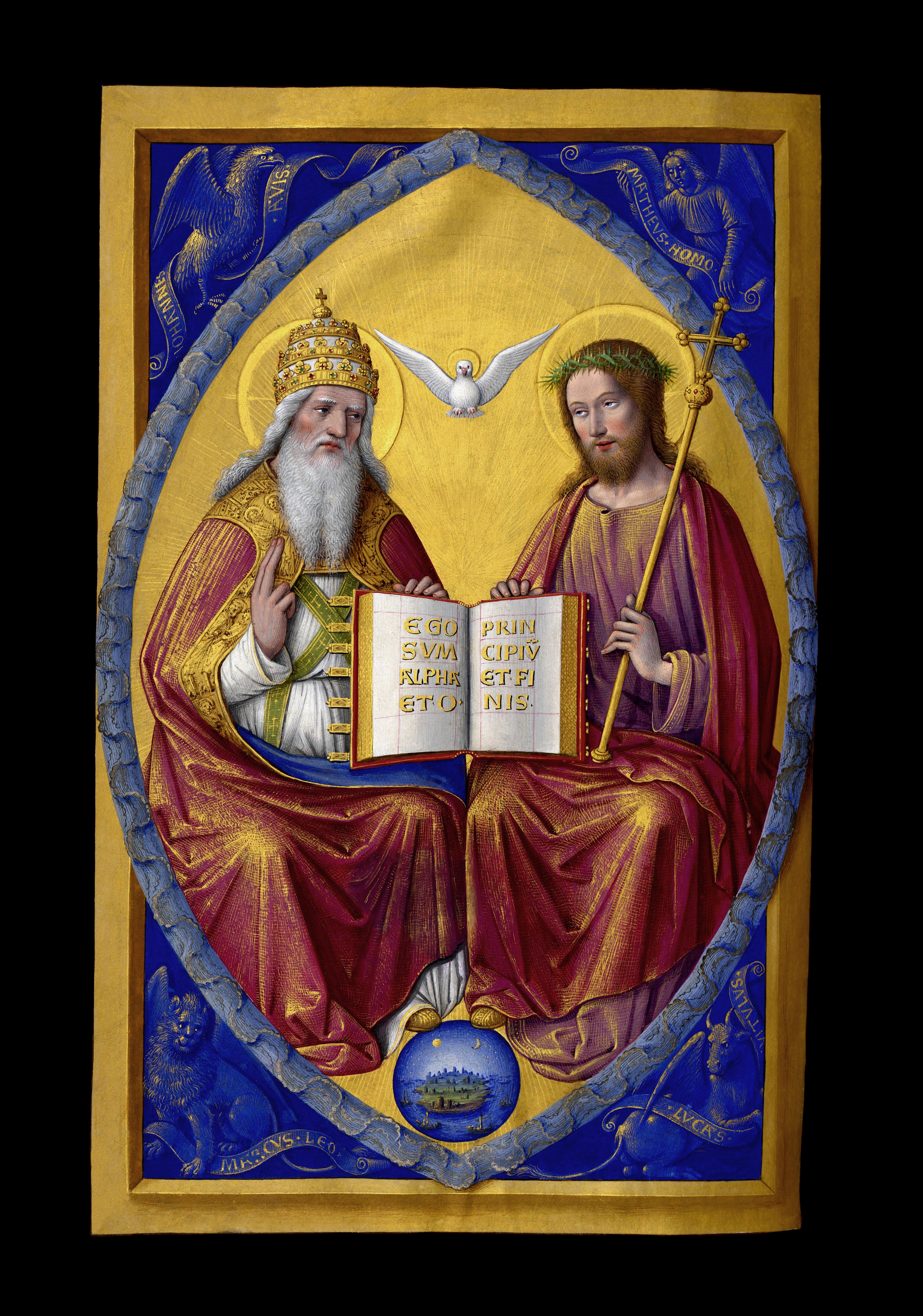
Zobrazení Nejsvětější Trojice na středověké iluminaci

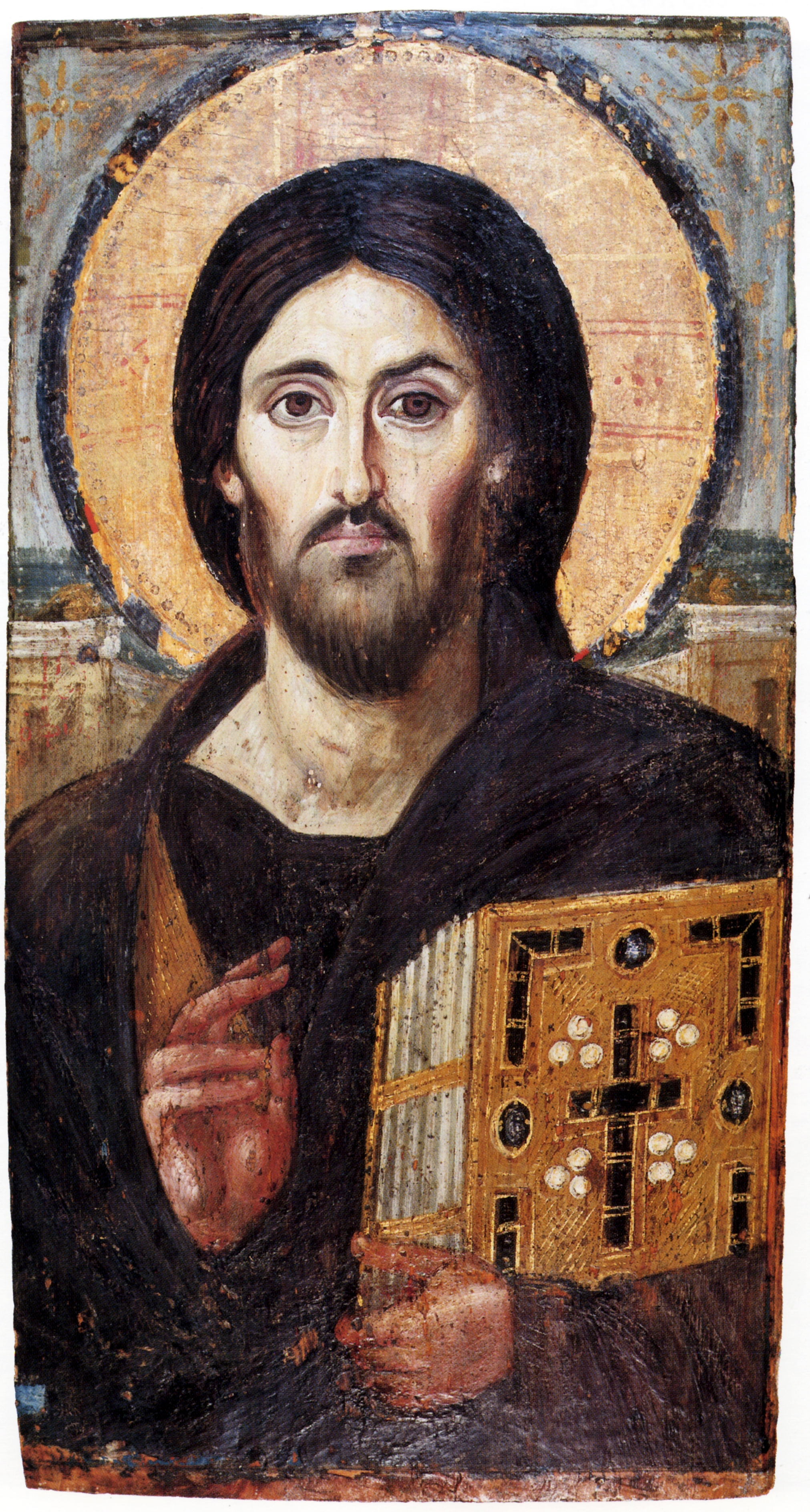
Ikona Ježíše Krista ze 6. století

Ježíš Kristus je křesťany považován za Božího Syna, který se vtělil, stal se člověkem a žil mezi lidmi, nakonec byl zabit (ukřižován) a po třech dnech vstal z mrtvých, byl vzkříšen a tato zázračná událost přináší všem jeho následovníkům spásu. Jeho život a působení je středem křesťanské víry. Křesťané ho považují za zakladatele křesťanské víry (v religionistice se někdy můžeme setkat s přisuzováním založení křesťanství sv. Pavlovi).
Pro křesťany je Ježíš Kristus očekávaným Mesiášem, Spasitelem, Bohem, který lidem přinesl spásu. Je jediným prostředníkem mezi Bohem a lidmi, je vyvrcholením Božího zjevení. Veškeré dějiny spásy mají v něm svůj střed – o něm hovořili proroci a celý Starý zákon, k němu a k jeho království směřují dějiny. Řecky je někdy nazýván „Pantokrátór“, vševládný. Je též tím, kdo povede poslední soud.
Podle křesťanské tradice byl Ježíš Kristus i dokonalým člověkem, je vzorem pro jednání křesťana a základem jeho morálky. Jednání křesťana má odpovídat tomu, co Ježíš učil a jak jednal. Tento princip se latinsky označuje imitatio Christi (napodobování Krista) a je obdobou judaistického imitatio Dei (napodobování Boha). Víra v to, kým Ježíš skutečně byl, se vyvíjela velmi intenzivně a dlouhodobě. Hlavními etapami tohoto vývoje jsou ekumenické koncily, které formulovaly hlavní christologická dogmata křesťanské víry v Ježíše Krista. Pro pochopení křesťanské víry v Ježíše Krista je pravděpodobně nejvýznamnějším čtvrtý ekumenický Chalkedonský koncil (451) a jeho formulace „jedna osoba ve dvou přirozenostech (tj. božské a lidské), bez smíšení, beze změny, bez oddělení a bez rozloučení“. Chalkedonské vyznání se vymezuje vůči nestoriánství rozlišující dvě osoby i vůči monofyzitismu uznávajícímu jen jedinou božskou podstatu Krista. Tím vznikl rozkol v církvi, který pokračoval sporem o pojetí Boží trojice, zejména o tzv. filioque – latinsky „i syna“, západokřesťanský doplněk nicejsko-konstantinopolské vyznání že Duch svatý pochází z Otce i ze Syna, a skončil velkým schismatem východních a západních církví.
Jako typologický předobraz Ježíše Krista ve Starém zákoně může být chápána jakákoliv z mesiánských postav (Mojžíš, král David, a další).

### Judaismus

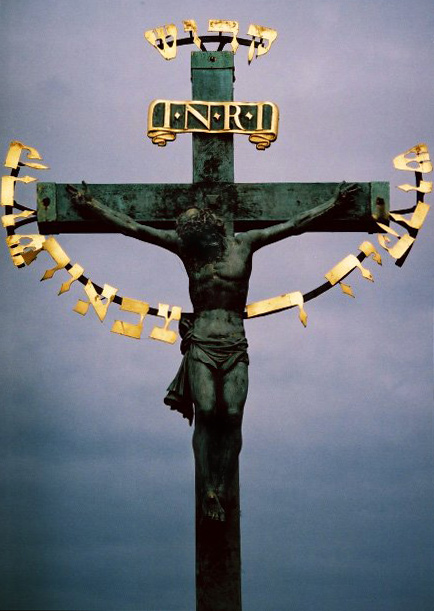
Hebrejský nápis ze 17. století kolem sochy Ukřižovaného na Karlově mostě

Ježíše líčí Nový zákon jako obřezaného Žida, znalého náboženského zákona, jejž lidé oslovují jako rabbiho, učitele Zákona. První generace křesťanů pocházela z velké části ze Židů a prvokřesťanské společenství bylo možné dlouho považovat za jednu z četných židovských sekt. I novozákonní knihy zaznamenávají, že se křesťané účastnili bohoslužebného života synagogy, se židy se stýkali a považovali se za následovníky judaismu. Díky existenci mnoha řecky hovořících židovských komunit ve Středomoří se nové náboženství mohlo rychle šířit. Brzy však mezi oběma skupinami dochází ke střetům a zřejmě v souvislosti s dvěma židovskými povstáními (66–70 a 133–135) dochází k odcizení obou skupin.[zdroj⁠?!] Další generace židokřesťanů zřejmě splývá s celou církví, tvořenou křesťany ze židovství a z pohanství, a ztrácí svou vyhraněně židovskou identitu. Ponětí o Ježíšově osobě z judaismu však prakticky úplně nevymizela. Pro židy, kteří se nestali křesťany, zůstává Ježíš heretikem, pokud o něm ovšem věděli. V Ježíšově době si však mezi židovským obyvatelstvem zřejmě získalo větší proslulost množství jiných reformátorů židovství. Z hlediska židovství byla osoba Ježíše problematická nikoli kvůli jeho učení, ale kvůli křesťanské víře, která označovala Ježíše za Boha.
Teprve od začátku 20. století se mnozí Židé začali o Ježíše, coby učitele Zákona, zajímat a začali jeho učení studovat v kontextu židovských dějin. Někteří z nich nacházejí překvapivé shody mezi Ježíšovým učením a učením farizejů, které evangelia karikují jako pokrytce. Jiní autoři poukazují na podobnosti s židovskou sektou esejců. Poslední generace židovských teologů běžně vnímá Ježíše jako součást židovských dějin 1. století, ovšem neuznává jej jako syna Božího či Boha, ale jako pozoruhodného kritika náboženských omylů a morálních poklesků své doby. Někteří badatelé si též začínají všímat kabalistických prvků v Ježíšově učení a na základě toho jej rovnou označují za nejznámějšího kabalistu 1. století křesťanského letopočtu.
Nejkritičtější postoj vůči kultu Ježíše z Nazaretu zaujímají od počátku ortodoxní židé, kteří Ježíše kvůli jeho vlastnímu tvrzení, že je synem Božím a Mesiášem, považují za heretika nebo pomatence. Ve skutečnosti ale naprostá většina současných ultraortodoxních židů (Charedim) žije v uzavřených společenstvích, a otázky vztahu k Ježíši Kristu nepovažuje za důležité.

### Islám

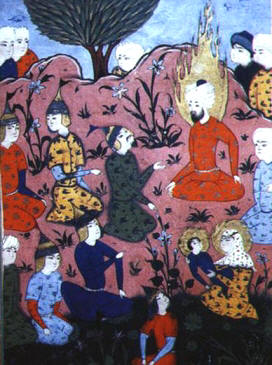
Perská miniatura Ježíšova kázání na hoře

Ježíš (arab. يسوع Jasú' - pro arabské křesťany – či عيسى Ísá - jméno v Koránu) je pro muslimy jedním ze čtyř velkých proroků (Abrahám, Jákob, Mojžíš, Ježíš), kteří předcházeli poslednímu a největšímu poslu Božímu, Muhammadovi. Muslimové nevěří, že byl Ježíš ukřižován, ani že sňal hříchy světa, ani že by po své smrti byl vzkříšen. Stejně tak odmítají názor, že by mohl být božím synem, což považují za rouhání proti jedinosti a jedinečnosti boží. Některé aspekty křesťanské christologie však muslimové uznávají, např. narození z panny. Muslimové rovněž věří, že se právě Ježíš před dnem soudu navrátí na zem, obnoví spravedlnost a porazí „falešného proroka“ (Másih ad-Dadždžál). Ježíš je předmětem úcty muslimů, stejně jako jeho matka Marie (arab. Marjam).

### Bahaismus
V Bahá'í (náboženství založené Bahá'u'lláhem v Persii v 19. století, které na počátku 21. století čítalo asi šest milionů stoupenců) je Ježíš Kristus uctíván jako jeden z hlavních Božích proroků. Kromě Ježíše Krista jsou hlavními bahájskými proroky Kršna, Abraham, Mojžíš, Zarathuštra, Buddha Šákjamuni, Mohamed, Báb a Bahá'u'lláh.

### Zoroastrismus
Ačkoliv zoroastrismus vznikl dávno před Ježíšovým narozením, najdeme zde určitá podobenství. Podle zoroastrijské tradice panna porodí syna, který bude Spasitelem (Saošjantem). Ten se v soudný den má utkat se silami zla a po jeho vítězství dojde ke vzkříšení mrtvých; to vše odpovídá biblickým tvrzením.

### Mormonismus
V mormonismu (americkém náboženském hnutí, založeném Josephem Smithem) je Ježíš Kristus považován za jednoho ze 3 bohů, kteří se starají o Plán spásy na planetě Zemi (spolu s Bohem Otcem a Duchem Svatým). Je oddělený od obou zbylých bohů a má vlastní tělo (stejně jako Bůh Otec, který má taktéž fyzické tělo) (viz učení CJKSPD).
Podle mormonismu nevykonal Ježíš svou spásnou oběť pouze na kříži, ale započal ji v zahradě Getsemanské při tzv. Usmíření. Tehdy na něj byly naloženy hříchy světa, které musel donést až na Golgotu k ukřižování. Poté, co vstal z mrtvých, navštívil několik dalších národů na zemi (viz Kniha Mormonova).
Mormoni nepoužívají krucifixy ani kříže. Ježíše Krista zobrazují v jiných situacích a podobách. Některé odštěpené skupiny vycházející z mormonismu věří, že Ježíš byl ženatý (nebo dokonce polygamista) a měl děti během svého života na Zemi (viz polygamie v mormonismu).

### Manicheismus

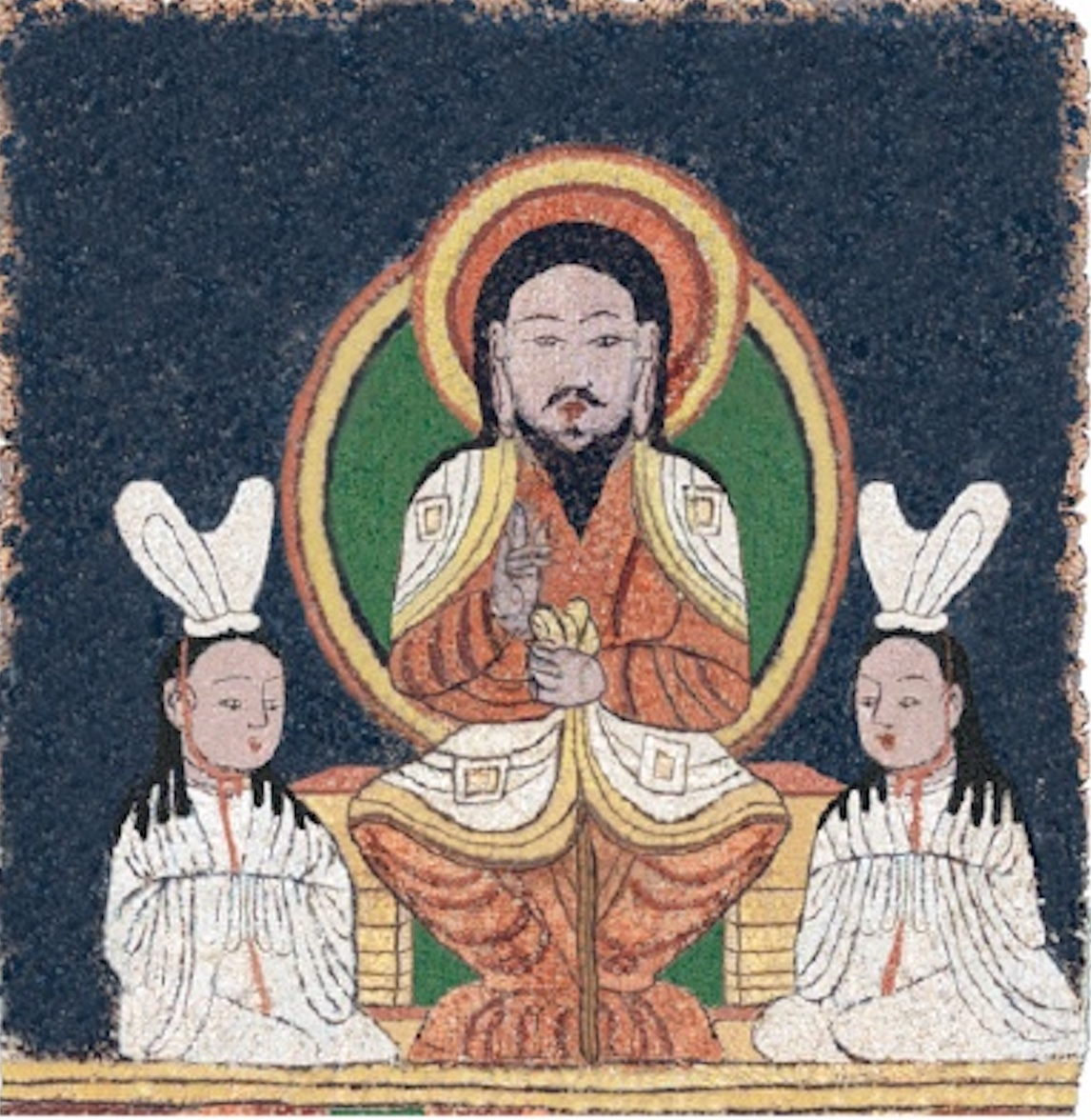
Ježíš Kristus dle manichejců Kao-čchangu, obraz chrámového praporu z 10. století

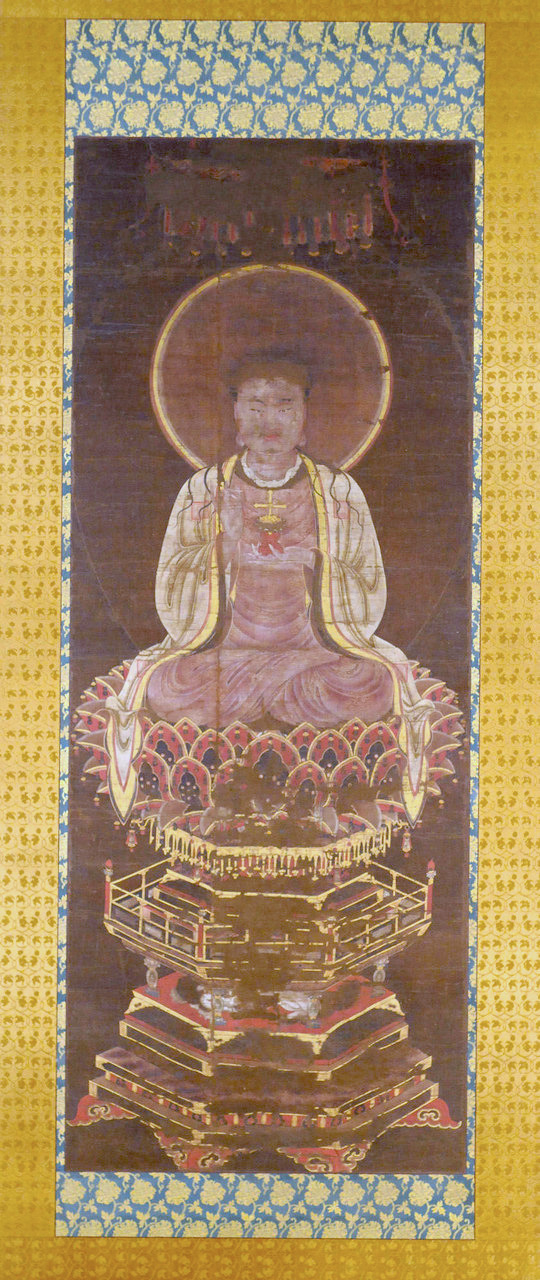
Ježíš Kristus v podobě buddhy jako manichejský prorok (identifikován podle kříže na prsou), 13. století

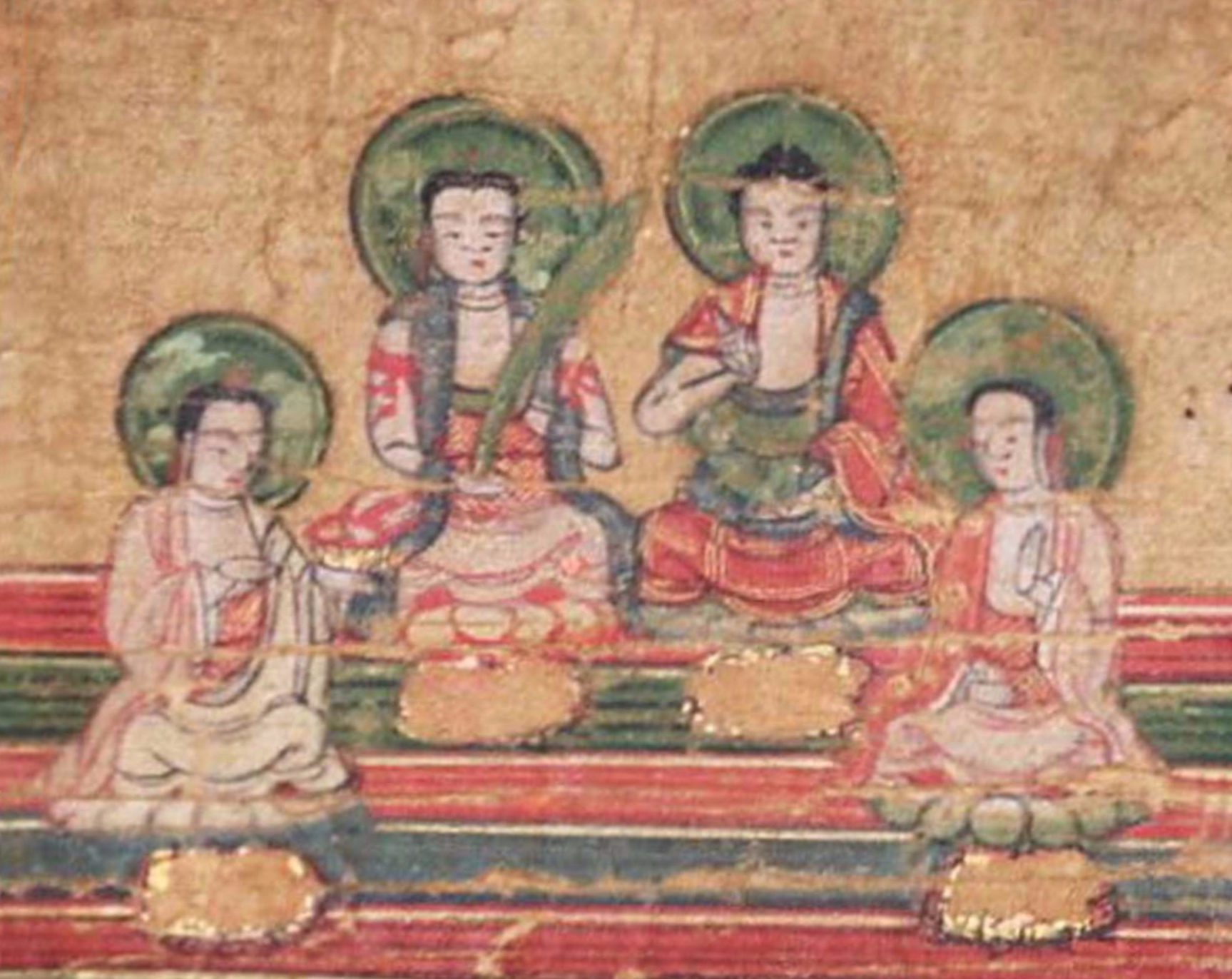
Mání, Buddha, Zarathuštra a Ježíš jako proroci manicheismu

V manicheismu či manichejství, dnes již zaniklém světovém náboženství, vystupuje Ježíš jako univerzální kosmická bytost (Jesus patibilis) přítomná v přírodě a všude ve světě, která podstupuje utrpení a smrt každý den. Zakladatel náboženství babylonský prorok Mání náležel od dětství k žido-křesťanské gnostické sektě elchasaitů, v dospělosti se s elchasaity rozešel, když kritizoval některé jejich praktiky a dostal se do konfliktu se staršími.
Mání tvrdil, že své zjevení obdržel od parakléta (neboli Ducha svatého) a má završovat neúplná učení řady předchozích božích poslů jako byli Ježíš, Gautama Buddha a Zarathuštra. Mání sebe nazýval „Pečetí proroků“ a „apoštolem Ježíše Krista“, vázala se k němu ještě mnoho dalších přízvisek jako třeba „poslední svatý“, protože měl být posledním prorokem. Podstata příchodu Ježíše Krista spočívá v osvobození části světla ze zajetí tmy a těla. V manichejské vizi posledního soudu vystupuje Ježíš Kristus jako soudce a prorok Mání usedá po jeho pravici, aby se ho zúčastnil jako advokát spravedlivých.
Své učení Mání zaznamenal do mnoha knih a rozšířilo se do celého světa od západní Evropy a severní Afriky přes Blízký východ (do 10. století, kdy ustoupil islámu) až po Čínu. Manicheismus synkreticky mísil náboženské představy zoroastrismu, buddhismu s křesťanstvím a manicheisté byli vyznavači těchto náboženství považovány za heretiky a odpadlíky. Takřka všude se manicheismus stal pronásledovaným náboženstvím, potírali jej zoroastrovci a později muslimové v Persii, křesťanská církev v Římské říši, ale i buddhisté v Asii či taoisté a konfuciáni v Číně, kde se jeho řídnoucí komunity udržely až do 17. století.